# Robert Strauss (Schauspieler)
Robert Strauss (* 8. November 1913 in New York City; † 20. Februar 1975 ebenda) war ein US-amerikanischer Schauspieler.

## Leben und Karriere
Robert Strauss wurde als Sohn eines Kostümbildners in eine jüdische Familie in New York City geboren. Er begann seine Laufbahn in den 1930er Jahren als klassischer Schauspieler, mit Auftritten in Der Sturm und Macbeth am Broadway. Ebenfalls war er lange Jahre als Hörspielsprecher im Radio tätig. Zum Filmgeschäft kam der großgewachsene, bullige Charakterdarsteller hingegen erst Anfang der 1950er-Jahre. Seine berühmteste Filmrolle war die des Kriegsgefangenen Animal in Billy Wilders Kriegskomödie Stalag 17 an der Seite von William Holden. Die Rolle, die er für die originale Broadway-Produktion 1951 selbst entwickelte, konnte er 1953 mit Wilders Verfilmung schließlich im Film festhalten. Sie brachte ihm eine Nominierung für den Oscar als Bester Nebendarsteller ein.
1955 spielte er nochmals unter Wilders Regie einen Hausmeister in Das verflixte 7. Jahr neben Marilyn Monroe und Tom Ewell. Meist war er in Komödien zu sehen, etwa neben dem Komikerduo Jerry Lewis und Dean Martin in Seemann paß auf (1952) und Der tollkühne Jockey (1953). Sein Talent für ernstere Rollen konnte Strauss unter anderem in Otto Premingers Filmdrama  Der Mann mit dem goldenen Arm (1955) sowie Robert Aldrichs Kriegsfilm Ardennen 1944 (1956) unter Beweis stellen. In den 1960er-Jahren war er in mehreren Folgen der Serie Bewitched in der Rolle eines Privatdetektives zu sehen. Als die Schauspielangebote zusehends nachließen, musste er gegen Ende seiner Karriere auch auf drittklassige Produktionen wie dem dänischen Erotikfilm Die Lustagentur – Dagmars scharfe Kätzchen ausweichen.
Robert Strauss war zweimal verheiratet und hatte insgesamt sechs Kinder. Er verstarb 1975 im Alter von 61 Jahren an einem Schlaganfall.

## Filmografie (Auswahl)
- 1950: The Sleeping City
- 1952: Schrecken der Division (Jumping Jacks)
- 1952: Seemann paß auf (Sailor Beware)
- 1953: Stalag 17
- 1953: Feuerkopf von Wyoming (The Redhead from Wyoming)
- 1953: Der tollkühne Jockey (Money From Home)
- 1954: Die Brücken von Toko-Ri (The Bridges at Toko-Ri)
- 1955: Der Mann mit dem goldenen Arm (The Man with the Golden Arm)
- 1955: Das verflixte 7. Jahr (The Seven Year Itch)
- 1956: Ardennen 1944 (Attack)
- 1959: Gangster Nr. 1 (I Mobster)
- 1959: Li’l Abner
- 1959/1965: Perry Mason (Fernsehserie, 2 Folgen)
- 1959: Die schwarze Hand der Mafia (Inside the Mafia)
- 1961: Der Held der Etappe (The Last Time I Saw Archie)
- 1961: Der tanzende Gangster (The George Raft Story)
- 1962: Girls! Girls! Girls!
- 1962: Bonanza (Fernsehserie, 1 Folge)
- 1964: Postkutsche nach Thunder Rock (Stage to Thunder Rock)
- 1965: Das Familienjuwel (The Family Jewels)
- 1965: Das Schlafzimmer ist nebenan (The Funny Feeling)
- 1965–1966: Mona McCluskey (Fernsehserie, 26 Folgen)
- 1966: Frankie und Johnny (Frankie and Johnny)
- 1966: Verliebt in eine Hexe (Bewitched; Fernsehserie, 3 Folgen)
- 1966: The Green Hornet (Fernsehserie, 1 Folge)
- 1967: Die gesetzlosen Drei (Fort Utah)
- 1971: Die Lustagentur – Dagmars scharfe Kätzchen (Dagmars Heta Trosor)
- 1975: The Noah